# Église Notre-Dame-du-Marthuret
L'église Notre-Dame-du-Marthuret est une église catholique située à Riom, dans le nord de l'Auvergne, de style gothique méridional. Deuxième église la plus importante de la ville de Riom, elle est classée au titre des monuments historiques depuis le 24 octobre 1930.

## Vocable
L'église collégiale étant dédiée à la Vierge Marie, elle porte le nom de Notre-Dame. Le culte à Notre-Dame fut très important à Riom et jusqu'à vingt-cinq confréries de la ville étaient sous son patronage. Le terme Marthuret quant à lui est un mot venant de l'occitan, marturet désignant un cimetière, voire un mémorial,.

## Historique

### Formation du collège des prêtres séculiers
L'abbaye Saint-Amable de Riom et les chanoines réguliers de Saint-Augustin avaient charge d'âmes. Le chapitre était curé primitif et devait pourvoir à l'administration spirituelle de la paroisse. Pour éviter que la communauté soit détournée des obligations de la vie régulière, un de ses membres était désigné pour exercer les fonctions pastorales. Les religieux vont aussi employer des prêtres séculiers. Ces derniers vont se constituer en communauté de prêtres libres, Universitas clericorum riomensium, en 1240, qui élit son syndic après l'accord de l'évêque Hugues de la Tour pour former un collège, en 1242, et a construit une chapelle dans le quartier du Marthuret après l'accord du pape Innocent III, 1245.
Le comte d'Auvergne était vassal du duc d'Aquitaine jusqu'aux traités d'Azay-le-Rideau et de Gisors signés par Henri II et Richard Cœur de Lion, en juillet 1189, par lesquels ils ont cédé leurs droits sur l'Auvergne au roi de France. Le roi de France Philippe II Auguste prend le prétexte d'un conflit entre le comte d'Auvergne et l'évêque de Clermont pour envoyer Gui de Dampierre s'emparer du comté entre 1211 et 1213. Cette conquête donne naissance à la Terre royale d'Auvergne. Cette seigneurie couvre une grande partie de la Basse Auvergne.
En 1241, Alphonse de Poitiers a reçu en apanage la Terre d'Auvergne dont la capitale est Riom. Il va entreprendre de développer la ville en construisant un nouveau château, en y installant un atelier monétaire et en développant une ville nouvelle au tracé régulier des routes. Il accorde une charte de franchises en 1249 aux villes de Pont-du-Château et de Riom contre le paiement d'une contribution de ces villes,, pour lui permettre de participer à la septième croisade. Cette charte est restée lettre morte. C'est la charte de 1270, dite Alfonsine, qui a accordé le consulat, après le paiement d'une nouvelle contribution de la ville lui permettant de subvenir à ses charges pour sa participation à la huitième croisade.
Le XIIIe siècle voit la volonté de construire une nouvelle église et des échanges entre l'évêque de Clermont et le pape ont lieu. L'évêque de Clermont Hugues de la Tour accorde en 1247 aux prêtres l'autorisation de construire une chapelle. La charte de 1249 prévoit le terrain donné par Alphonse de Poitiers pour la construire. Le pape Innocent IV donne son approbation en février 1251.

### Première église
En 1262 le roi Louis IX, dit « Saint Louis » et la cour se rendent à Clermont pour célébrer le mariage de son fils Philippe le Hardi avec Isabelle, fille de Jacques Ier d'Aragon. Le collège des prêtres séculiers a obtenu du roi le droit de transformer la chapelle en église. Alphonse de Poitiers a donné le terrain et accordé une aide pour construire l'église Notre-Dame-du-Marthuret en 1263 à la demande du pape Urbain IV. La construction de l'église est terminée en 1291. L'université des prêtres a été transformée en chapitre de chanoines. La bulle du pape Nicolas IV du 15 mars 1291 nomme l'église ecclesia secularis Beatae Mariae de Martoreto de Riomo et accorde des indulgences à ceux qui visiteront l'église qui est citée comme le siège d'un chapitre séculier.

### Seconde église

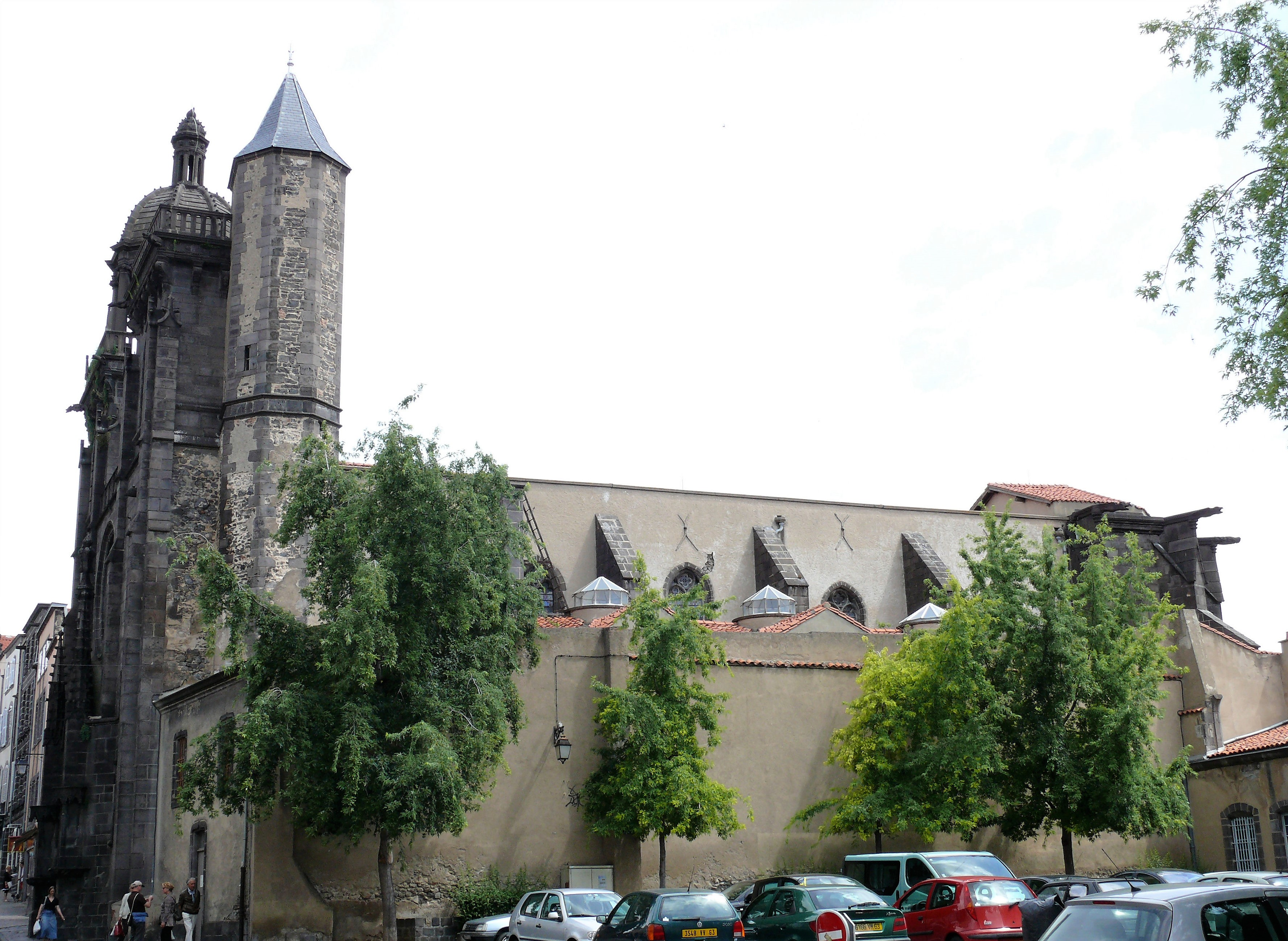
Côté sud de l'église avec l'ajout du XIXe siècle.

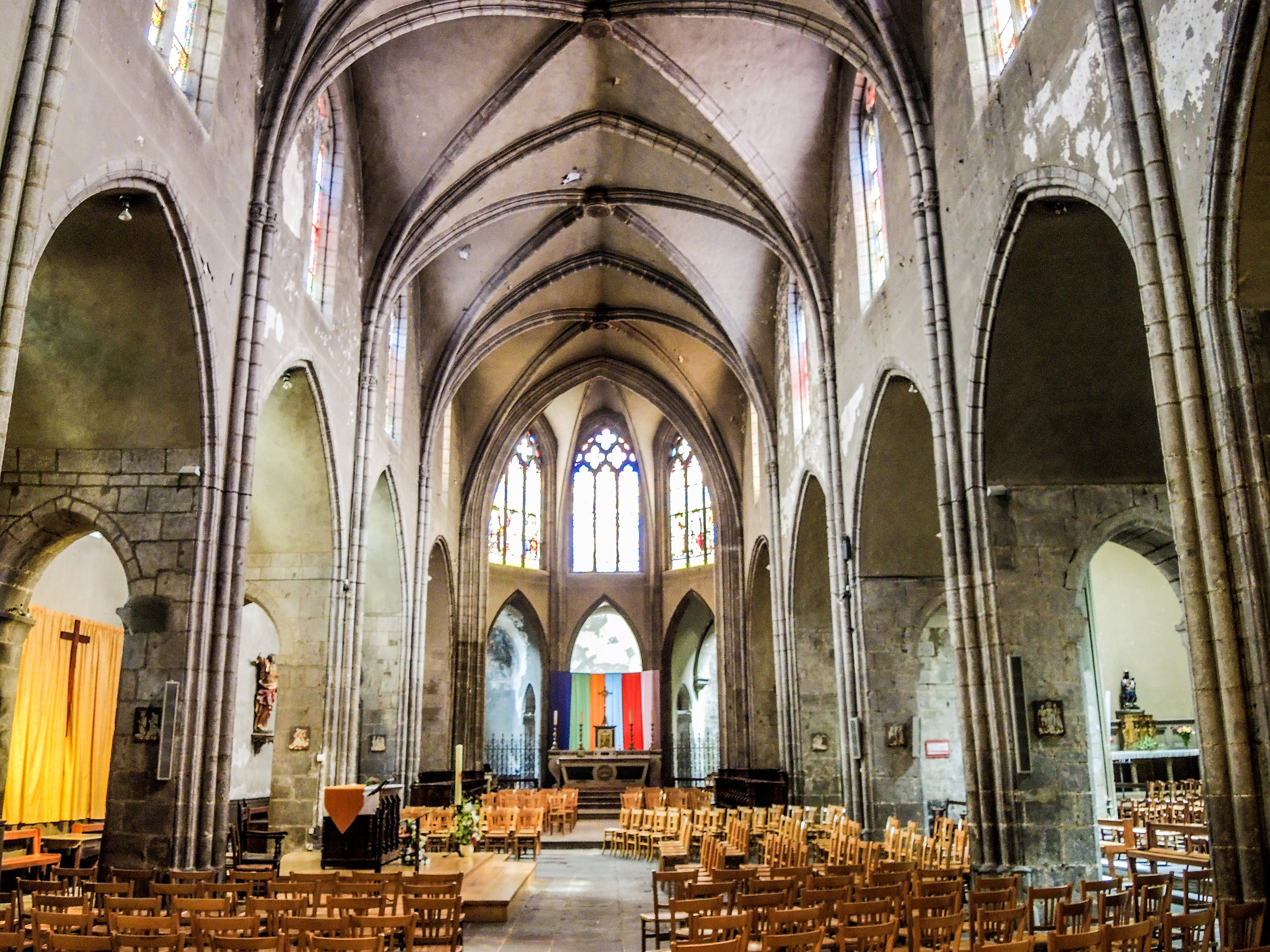
Nef de l'église.

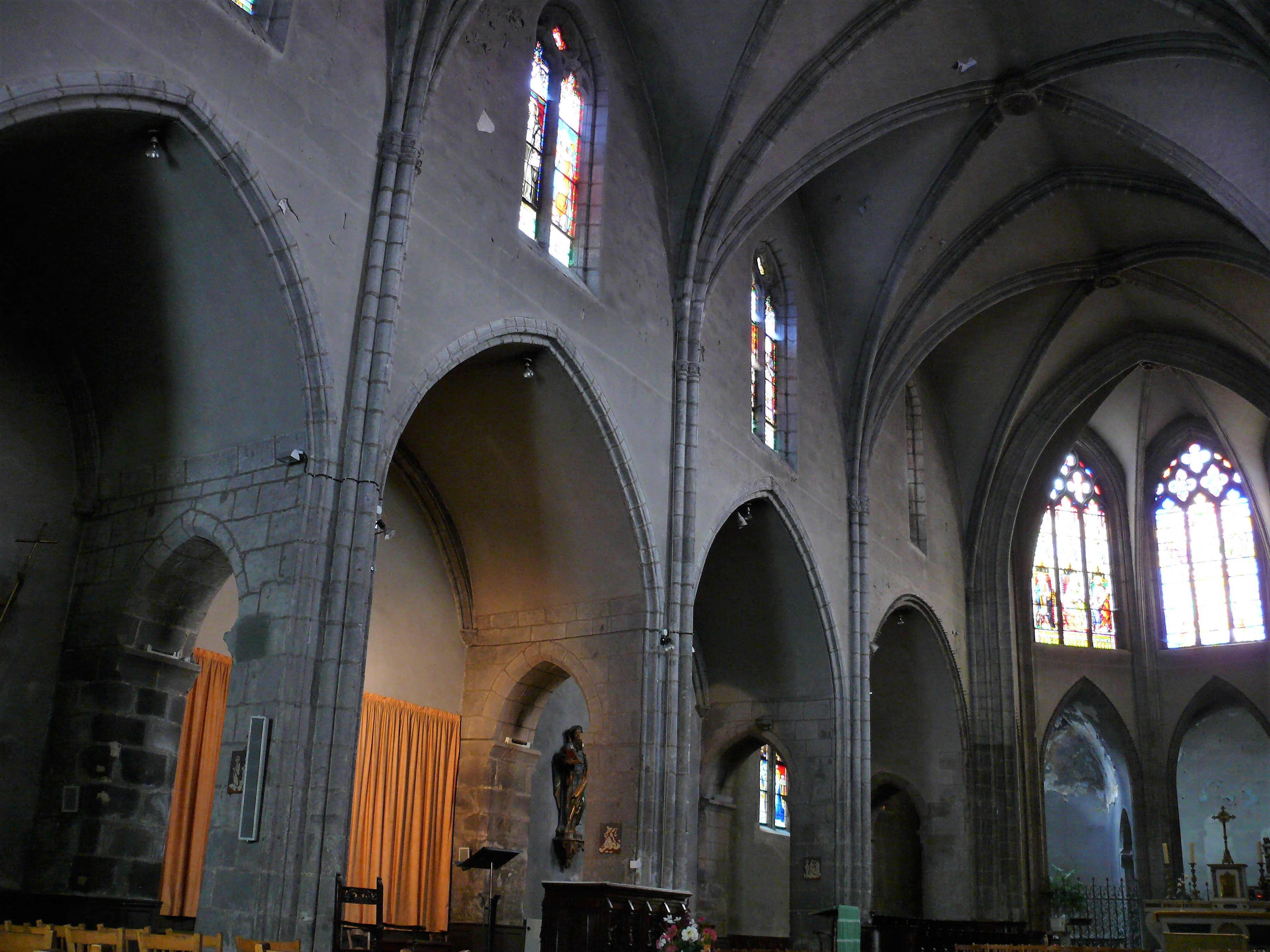
Côté nord de la nef.

L'église est détruite par un incendie, en 1308. Le pape Clément V a accordé des indulgences à tous ceux qui contribueraient à la reconstruction de l'édifice, en 1308. Elle est reconstruite dans le style gothique méridional. l'édifice en question semble être composé d'une nef simple, sans collatéraux, mais avec une abside à trois chapelles absidiales. Le chœur est transformé en 1340. Cette reconstruction a été faite malgré l'opposition des moines de Saint-Amable. Cette opposition s'est terminée le 29 mars 1360 après la signature d'un accord amiable reconnaissant la préséance du chapitre de Saint-Amable sur le collège des prêtres.
Une dernière campagne de construction a lieu au XVe siècle sur la façade. Charles Ier de Bourbon, comte de Clermont, autorise le prévôt et le chapitre à agrandir l'église pour réparer un pilier de l'église, le 14 mai 1427. Le même Charles de Bourbon, devenu duc de Bourbon, autorise le prévôt et le chapitre à prendre six pieds de large de la rue principale de Riom pour refaire et embellir le grand portail, en avril 1438.
L'époque médiévale voit aussi pour l'église la présence d'une confrérie de protection et de marguillerie de l'église en question et nommée Confrérie de la Nativité Notre-Dame. Son érection est ancienne. Elle est mentionnée dans un document de 1465. Progressivement elle a pris à sa charge la plus grande partie des dépenses du culte dans l'église. Elle est ruinée au XVIIe siècle. Plus d'une vingtaine de confréries ont été instituées dans l'église Notre-Dame-du-Marthuret. Des confréries de divers corps d'état avaient leur siège à l'église du Marthuret : les hôteliers, les orfèvres, les tisserands, les charrons, les tanneurs, ...
Lors des jours de fêtes, à l'instar de nombreux autres bâtiments de la ville, étaient installées des tentures représentant des scènes bibliques des deux testaments, notamment des scènes de la vie de la Vierge Marie ainsi des scènes comme celles de l’Épiphanie ou du massacre des Innocents.
En avant de la nef et sur ses deux côtés sont présentes deux chapelles de la Renaissance construites au XVIe siècle. La chapelle Saint-Jacques, ajoutée hors œuvre côté sud, a été construite par la confrérie de Saint Jacques de Compostelle (citée en 1355 à l'église abbatiale Saint-Amable) qui a transféré son siège dans l'église du Marthuret. Elle est couverte d'une voûte en étoile. La clé centrale représente l'apôtre saint Jacques. Une voie des pèlerins de Saint-Jacques de Compostelle reliait Vézelay au Puy-en-Velay en passant par Nevers, Souvigny ou Moulins, Saint-Pourçain-sur-Sioule, Gannat, Aigueperse, Riom, Montferrand, Issoire et Brioude,. La confrérie des tanneurs fêtait saint Jacques le Majeur le 25 juillet dans la chapelle Saint-Jacques. Le lendemain une grand'messe était dite pour les confrères défunts.
Une confrérie Notre-Dame du Rosaire a été établie dans l'église le 24 octobre 1618 après l'autorisation du R. P. Montble, prieur des jacobins de Clermont. Une confrérie de Notre-Dame de Lorette existait au Mathuret. Une confrérie Notre-Dame de Purification a été autorisée par le pape Alexandre VII en juillet 1655.
En 1669, la frairie de femmes Notre-Dame-de-Grâce, fait construire la porte du Pré-Bas, près de la sacristie,.
L'église est resacrée par Mgr Gilbert de Vény d'Arbouze le 13 juin 1672.

#### Le dôme

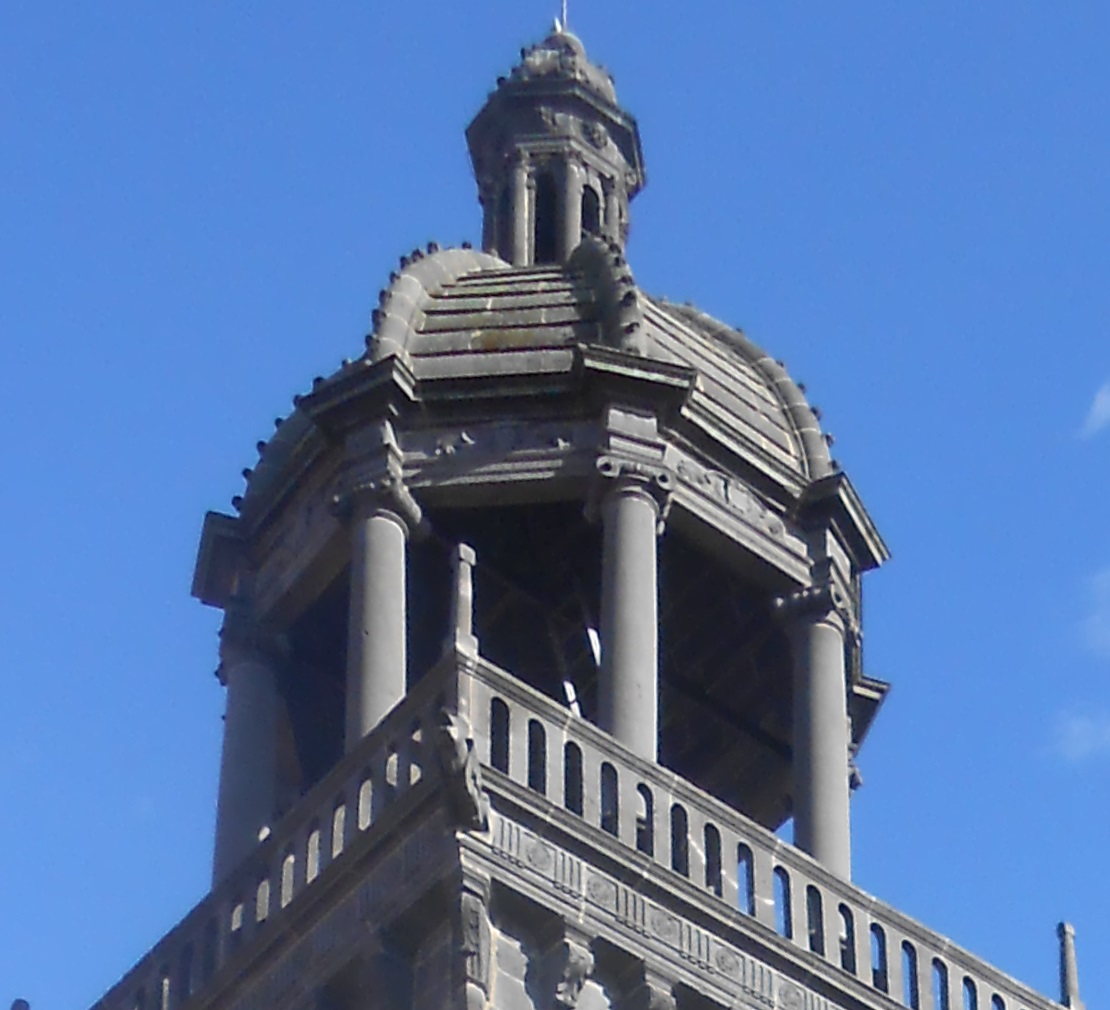
Dôme de Notre-Dame du Marthuret.

La tour nord de l'église possédait à la suite de sa construction de style gothique un clocher à flèche, mais ce dernier sera rapidement abattu à la suite de la série de tremblements de terre ayant eu lieu en Auvergne en 1490 et 1495.
L'an 1584 marqua son remplacement par un dôme posé sur huit piliers, détruit par une tempête le 13 décembre 1646. Le 28 septembre 1648, les quatre bailes de la fratrie de Notre-Dame-de-septembre ont passé un contrat avec Jean Languille et Jacques Potier, maîtres architectes de la ville de Riom pour la reconstruction du clocher et d'une nouvelle statue de la Vierge au sommet du dôme. Le prix est de 4 500 livres. La statue de la Vierge Marie qui trônait antérieurement au sommet du dôme, Notre-Dame de Recouvrance, est bénie en grande pompe le 21 novembre 1657,.

### Après la Révolution
Le 4 novembre 1789, toutes les propriétés ecclésiastiques sont mises à la disposition de la Nation. Votée le 12 juillet 1789, la Constitution civile du clergé est promulguée le 24 août 1789. Dans son article 16, elle permet aux villes ayant plus de 6 000 habitants d'avoir plus d'une église paroissiale. Des pétitions ont demandé l'établissement de trois églises, mais l'Assemblée constituante a accepté d'ériger l'église du Marthuret en paroisse le 1er juin 1791, et établie par ordonnance de l'évêque du 29 septembre 1791. Le premier curé constitutionnel est le citoyen Philippe Deschamps qui a prêté serment à la nation le 26 janvier, premier vicaire de Saint-Amable.
À la demande de Georges Couthon, la statue en fer du dôme et deux des cloches sont descendues pour être fondues pour les besoins de la nation. Les symboles de la monarchie sont martelés. Les vitraux armoriés sont remplacés par des vitraux blancs. Les habitants de Riom se sont opposés à l'enlèvement de la statue Notre-Dame à l'Oiseau. La tradition veut qu'elle ait été protégée par la confrérie des bouchers. Le dôme n'a pas été démoli car il n'a pas été considéré comme un clocher.
Le 9 thermidor an II (27 juillet 1794), chute de Robespierre. La liberté des cultes est rétablie par la Convention le 21 février 1795. L'église a été dépouillée de tous les objets du culte. Progressivement, les dons des fidèles ont permis de les rétablir. La loi du 18 germinal an X (8 avril 1802) rétablit le culte catholique après un accord avec le Saint-Siège. Le curé Deschamps est rétabli curé du Marthuret par un décret impérial le 2 floréal an XI. L'église Saint-Amable étant rétablie, un accord a été passé pour éviter le retour des oppositions du passé. Le curé Deschamps est mort le 12 juin 1823. Le chanoine Pierre Chabrier (†1856) lui succède.

#### Chapelles, absidioles et tour sud

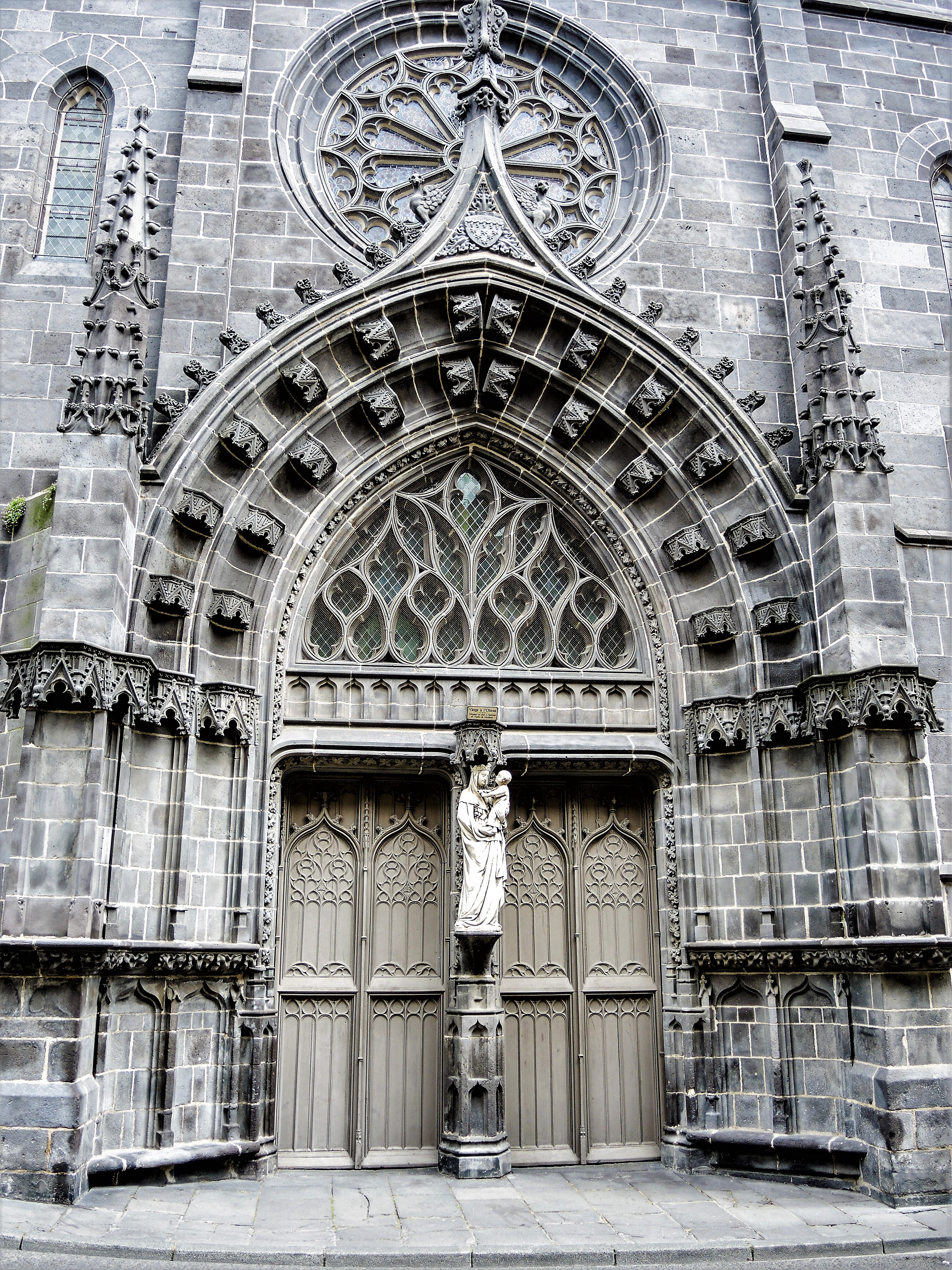
Portail ouest de l'église avec une copie de la Vierge à l'oiseau au trumeau.

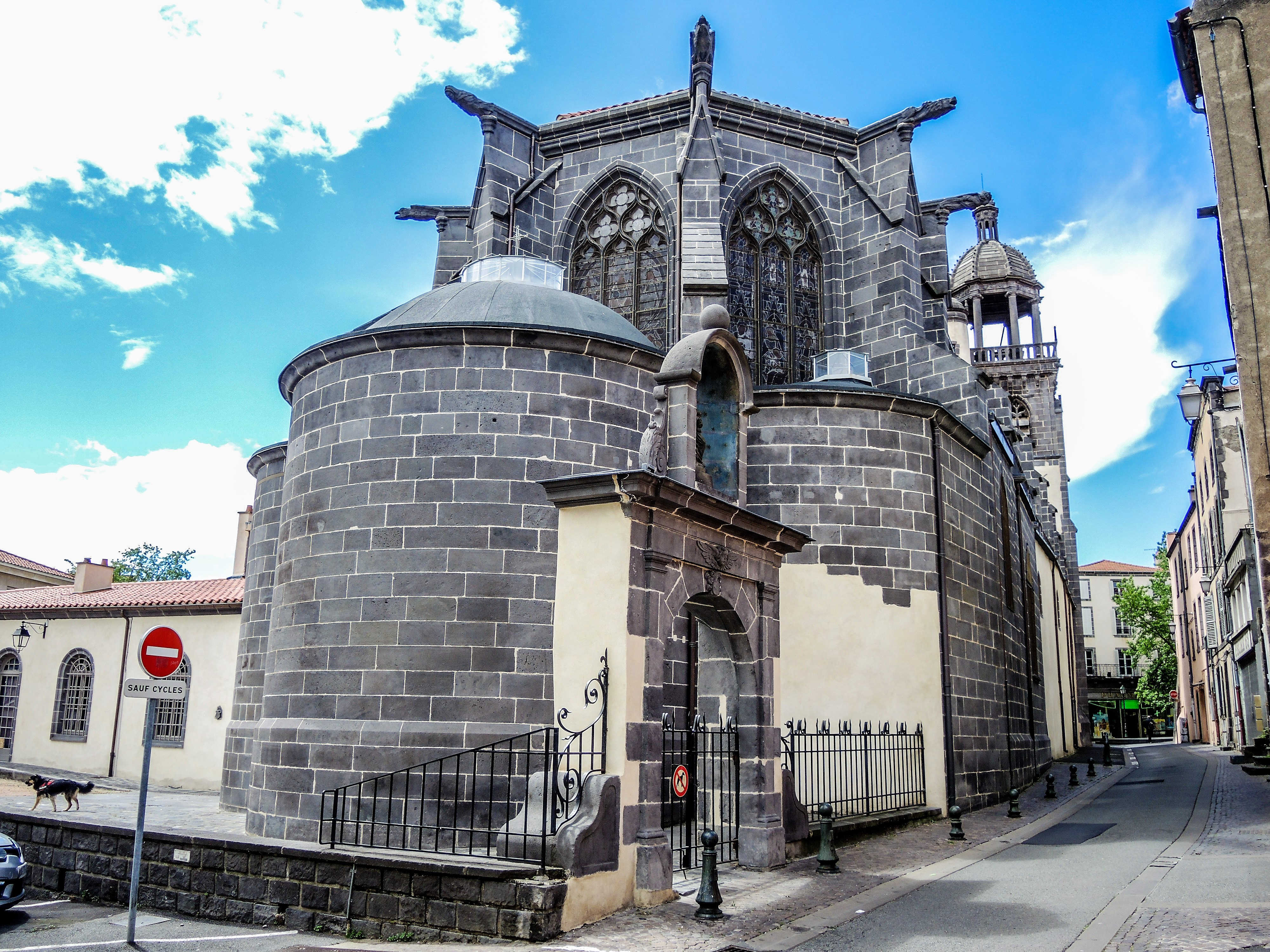
Chevet de l'église Notre-Dame-du-Marthuret avec les absidioles ajoutées.

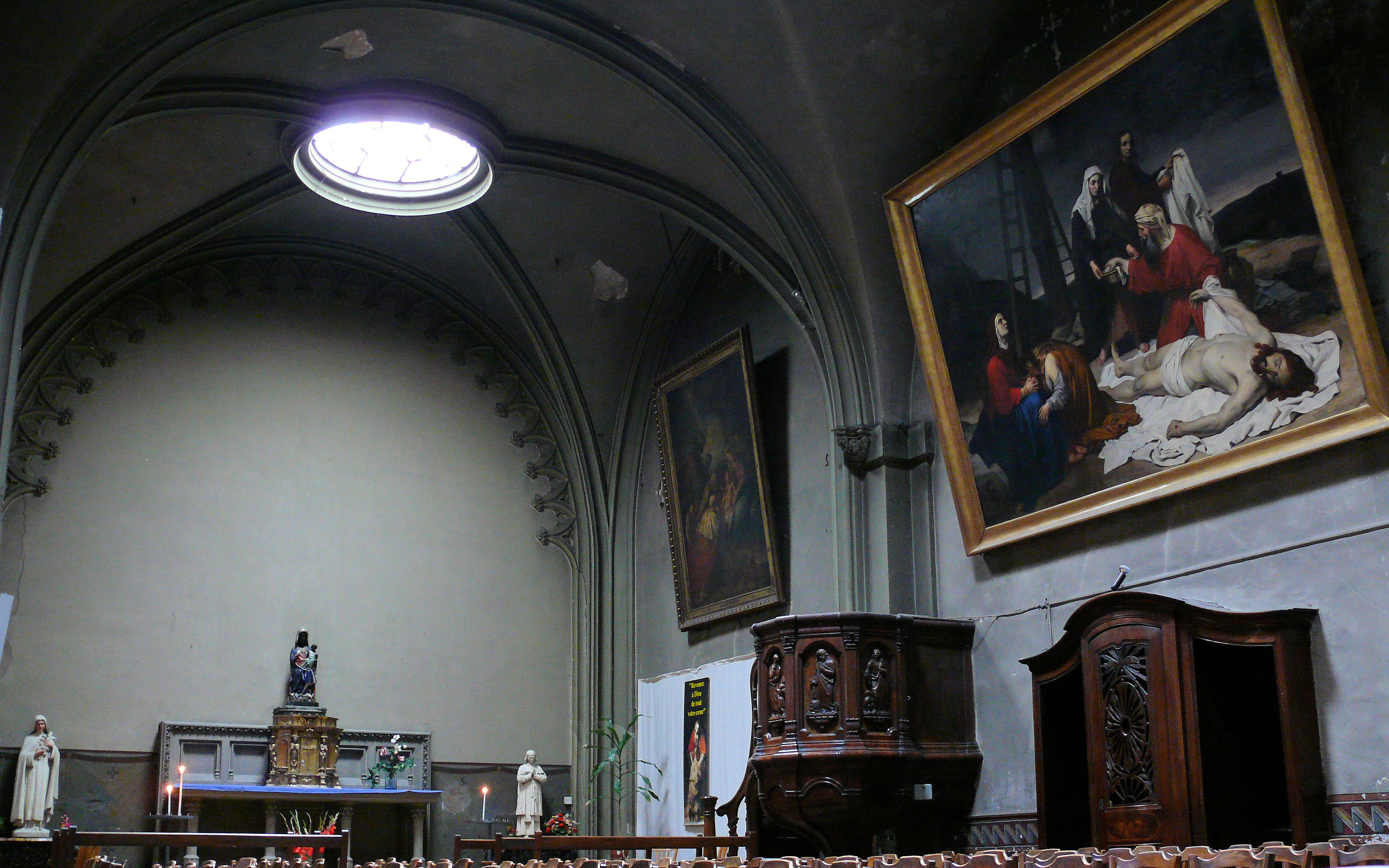
Partie ajoutée au sud de la nef au XIXe siècle.

À partir de 1823, Pierre Chabrier, curé de l'église, entreprend une série d'agrandissements de l'église en perçant le mur méridional de l'église pour faire construire quatre vastes chapelles latérales par l'architecte diocésain Aymon Gilbert Mallay. Ce dernier dote la façade d'un nouveau portail dans le style gothique flamboyant. Des absidioles sont ouvertes autour du chevet après achat du terrain par la fabrique. L'architecte Mallay a présenté un projet de restauration de l'église avec la construction de la tour sud. Ce projet est discuté au cours de la réunion du 9 mai 1864 de la Commission des monuments historiques. Il est critiqué par Mérimée. Napoléon III, alors en visite en Auvergne, en 1862, avait décidé de passer outre l'opposition de la Commission des monuments historiques en décidant de prendre 100 000 francs sur les crédits des monuments historiques. En 1870, la Commission des monuments historiques juge que l'église ne présente pas beaucoup d'intérêt et laisse la commune décider de ce qu'elle désire réaliser en rayant l'église de la liste des monuments historiques. En 1875, les travaux réalisés par l'architecte Mallay ont entraîné une fissuration de la tour. Le 12 octobre 1875, à la suite d'un rapport de l'inspection générale, l'église a été rayée de la liste des monuments historiques.
En 1881, la municipalité a chargé l'architecte-voyer, Souliac, de construire la seconde tour, côté sud, et de rétablir l'horloge. L'architecte Souliac ayant trouvé deux plans de tours dessinés par Vianne, architecte à Gannat, le conseil municipal a accepté celui prévoyant une tour de même hauteur que la tour nord au niveau de la balustrade.

## Protection
L'église est classée au titre des monuments historiques depuis le 24 octobre 1930.

## Œuvres d'art

### Peinture

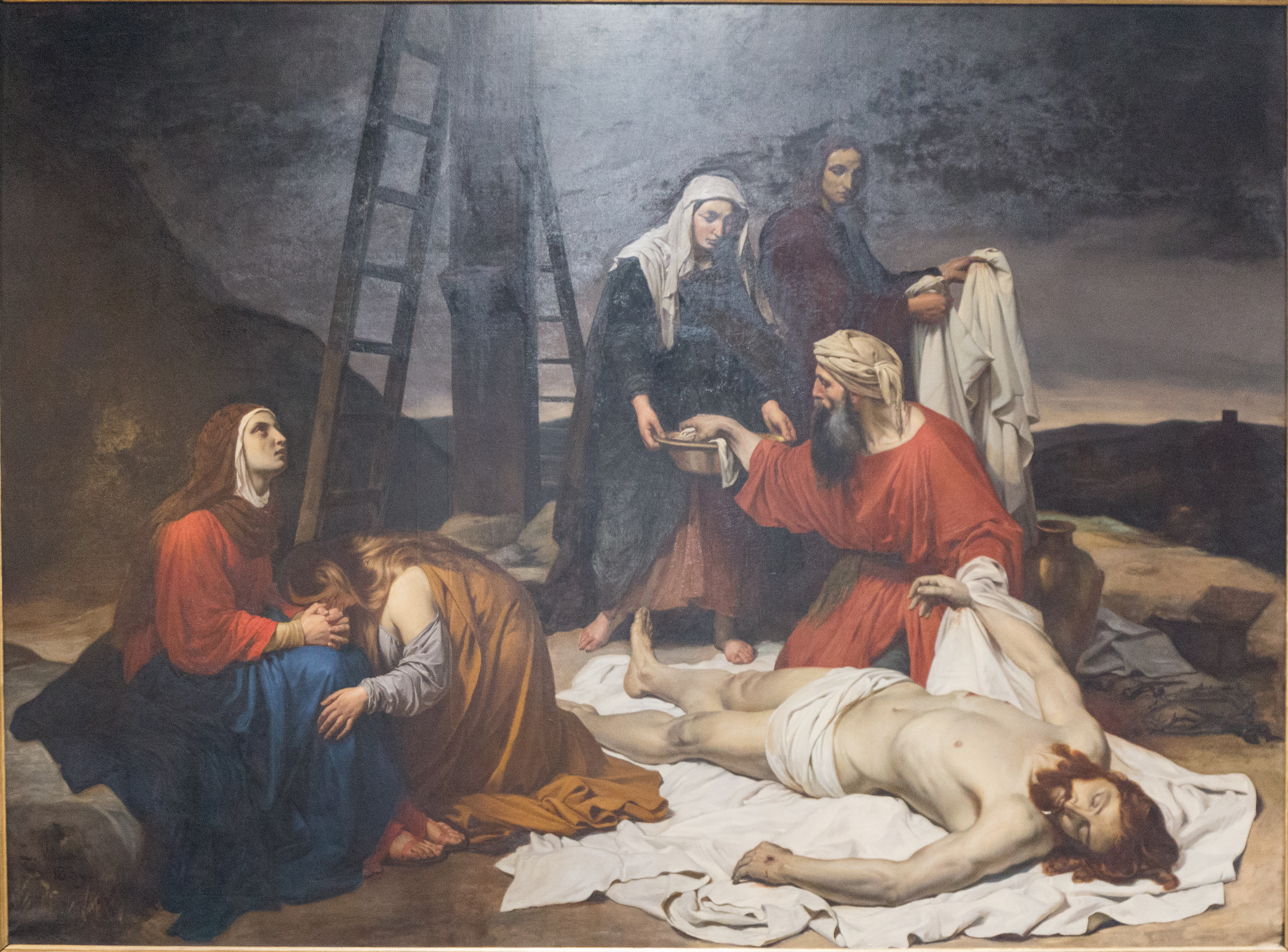
La Déploration par Alexis Valbrun, 1839.

De nombreux tableaux de peintres du XIXe siècle sont présents au sein de l'église dont notamment Alexis Valbrun. Pour décorer la plus grande chapelle édifiée par l'abbé Chabrier, le député de l'arrondissement de Riom à l'Assemblée Nationale, Gaspard-Antoine Pagès, obtient en 1844 de l'État un tableau du peintre Charles-Louis Müller, L'Entrée du Christ à Jérusalem, œuvre ayant figuré au Salon de 1844.

### La Vierge à l'oiseau
Le portail de l'église présente une copie de la statue de la Vierge Marie nommée La Vierge à l'oiseau. La statue de la Vierge à l'oiseau qui était située sur le trumeau du porche occidental de l'église sur un piédestal à écusson bûché pendant la Révolution, le 27 brumaire an II a été déplacée à l'intérieur de l'église sur un autel construit à cet effet en 1933. Elle est datée du début du XVe siècle, d'après une étude de 1997. Le sculpteur serait Pierre de Thury, d'après Heyraud qui aurait travaillé pour le duc Jean de Berry lors de travaux à l'église Notre-Dame-du-Marthuret entre 1410 et 1415.
Le thème de la Vierge à l'oiseau est tiré d'un épisode de l'évangile apocryphe de Thomas l'Israélite qui donnait à l'Enfant Jésus le pouvoir de donner la vie à un oiseau en terre par son souffle.
Paul Gauchery indique que la pierre de la statue ne vient pas d'Auvergne. C'est un calcaire jurassique durcissant à l'air provenant d'Apremont ou de Charly. Cette pierre a été utilisée pour les sculptures de la cathédrale de Bourges, du palais Jacques-Cœur. La statue a été recouverte d'un enduit. Une confrérie placée sous le vocable de Notre-Dame de la Paix était vouée à son culte.
En 1991 une restauration menée par Daniel Nicaud, du Puy-en-Velay a restitué sa polychromie d'origine. Elle est actuellement placée dans la chapelle Saint-Jacques. Elle a été classée monument historique au titre objet, le 11 mars 1902.

### Autres sculptures
L'intérieur de l'église quant à lui permet de se rendre compte de la présence de nombreuses sculptures d'époque médiévales dont notamment une Vierge noire, statue reliquaire de la Vierge à l'Enfant et datée du XIIIe – XIVe siècle. La Vierge noire était portait en procession par une confrérie spéciale.

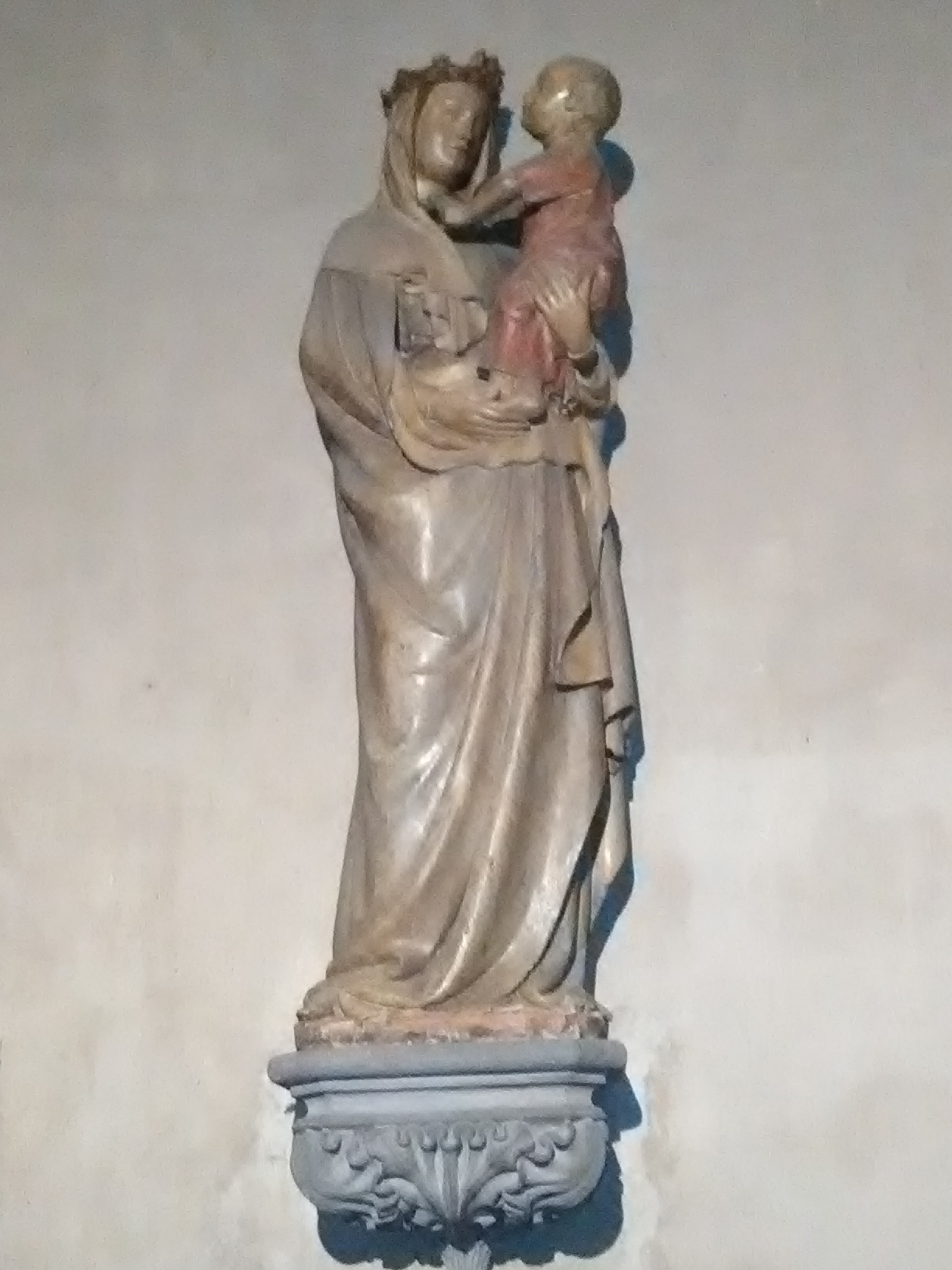
La Vierge à l'oiseau.
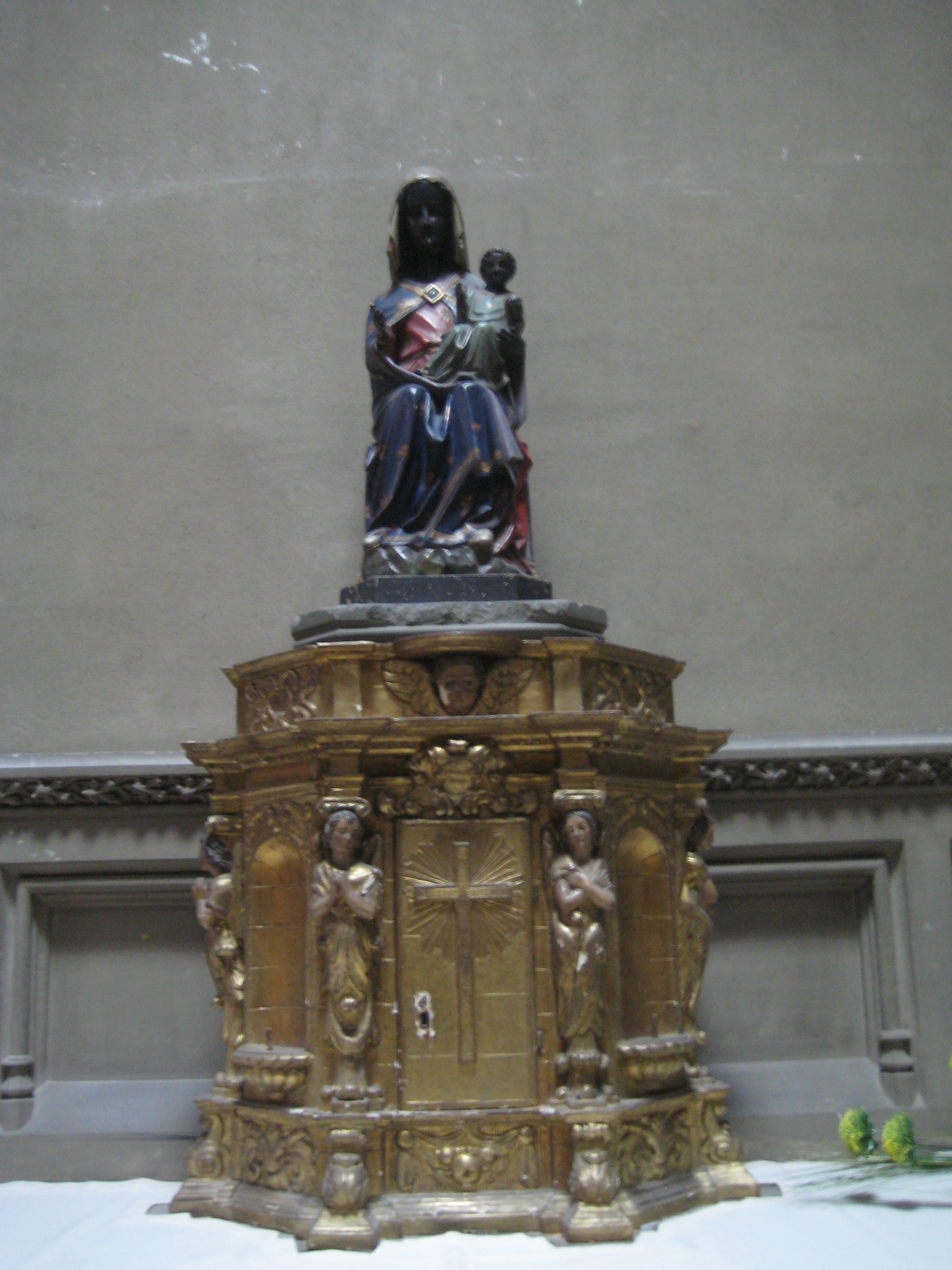
Vierge noire.

## Vitraux
L'église possède un vitrail daté de 1538 dans la première chapelle à droite de l'entrée. Chapelle dédiée à saint Jacques. La verrière représente la Vierge à l'Enfant entourée de saint Jacques le Majeur et saint Jean l'Évangéliste.
Le vitrail de l'Annonciation a été réalisé à Bourges en 1450-1460. Les deux panneaux supérieurs ont été réalisés par Émile Thibaud. Il a été restauré en 1999-2000 par les ateliers d'Emmanuel Barrois à Brioude et Frédéric Pivet.
Le chevet de l'église a été décoré de trois verrières, dans les baies 100, 101 et 102. La verrière de la baie située dans l'axe, baie 100, représente la Trinité, Dieu le Père au centre, Dieu le Fils à sa droite, et le Saint Esprit à sa gauche. Au-dessous, l'Assomption de la Vierge entourée de quatre anges. À gauche, en bas de la verrière, on peut voir le monogramme THE avec la date 1843. Le monogramme serait celui du maître verrier Émile Thibaud. La verrière a été commandée par le curé Chabrier comme le précise l'inscription placée dans un cartouche, à droite : A la louange de no/tre glorieuse dame/du Marthuret fut/faite la prte verrière/ par les soins de p/Chabrier curé / l'an MDCCC/XLIII. Ce vitrail serait inspiré de la verrière de l'Assomption de l'église Notre-Dame de Saint-Lô, réalisée en 1513, attribuée à Arnoult de Nimègue. Il est probable que les verrières placées à droite et à gauche aient la même origine et représentent : à gauche, saint Jean, sainte Anne éduquant la Vierge, saint Joseph et Jésus ; à droite, saint Paul, saint Pierre, saint Jean-Baptiste.
Émile Thibaud a réalisé dix verrières représentant saint Amable, saint Austremoine, saint François de Sales, sainte Marguerite, saint Antoine, saint Aimé, saint Benoît, sainte Félicité, saint Etienne, saint Just, saint François d'Assise, saint Yves, saint Isidore, saint Ambroise, saint Augustin, sainte Monique, Dieu le Père, entre 1852 et 1865. La baie no 105 conserve un fragment de vitrail du XVe siècle représentant Dieu le Père. Les verrières sont datées de 1852 pour la baie 105, et 1865 pour la baie 110.
La verrière de l'Arbre de Jessé a été réalisée au XIXe siècle.

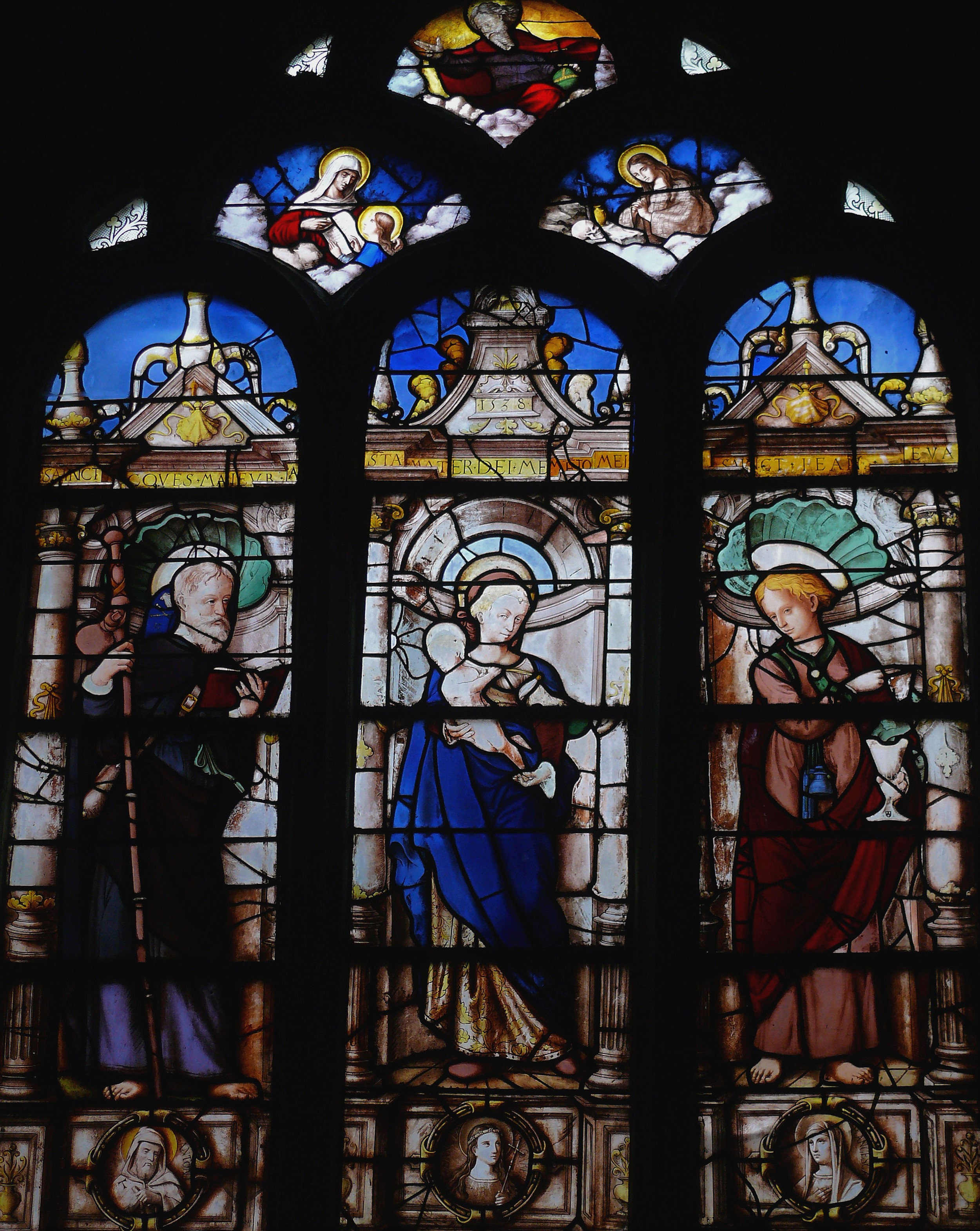
Baie 4 : Chapelle Saint-Jacques Vitrail de la Vierge à l'Enfant avec saint Jacques le Majeur et saint Jean l'Évangéliste (1538).
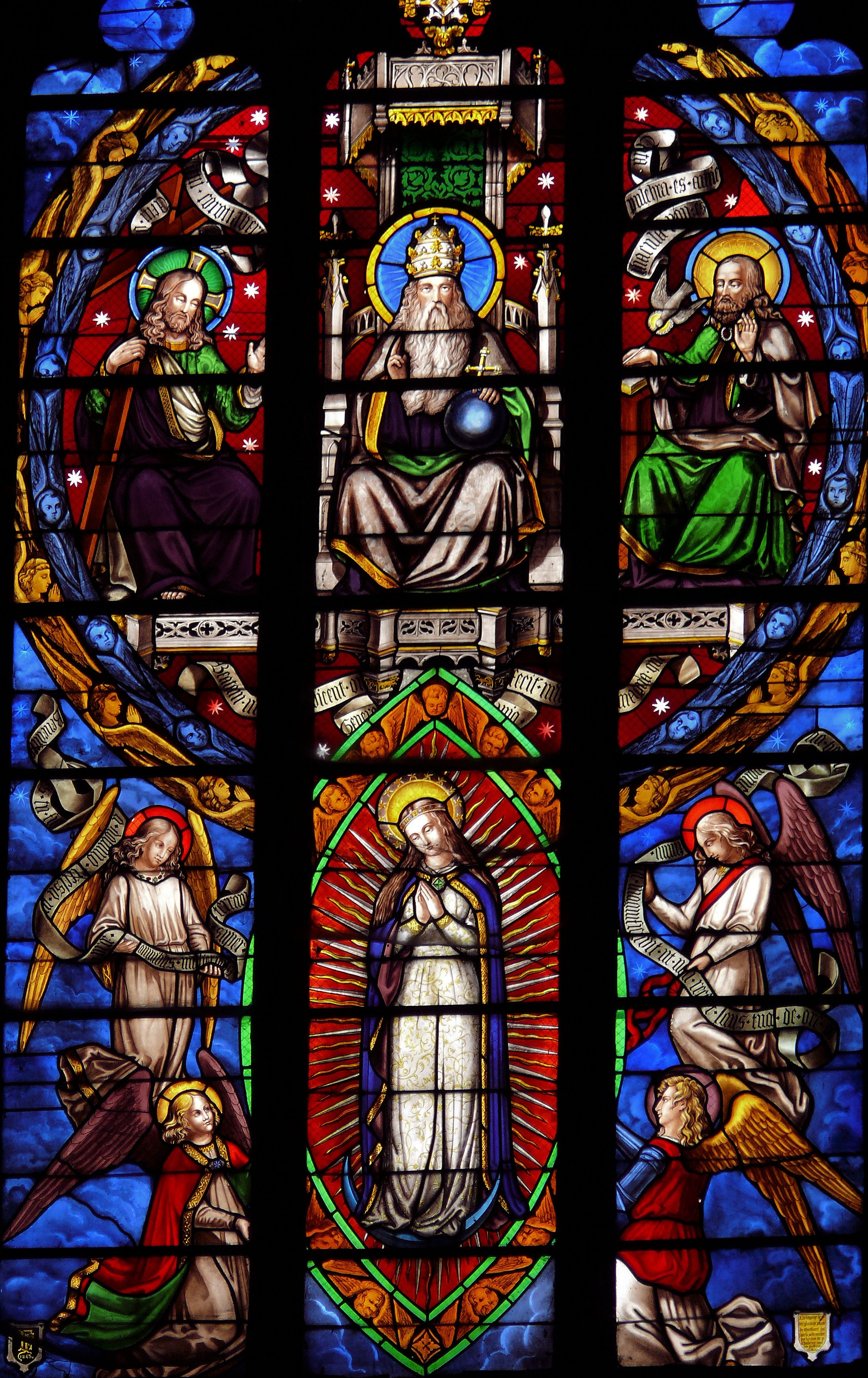
Baie 100 : Vitrail de l'Assomption de la Vierge et de la Trinité (1843).
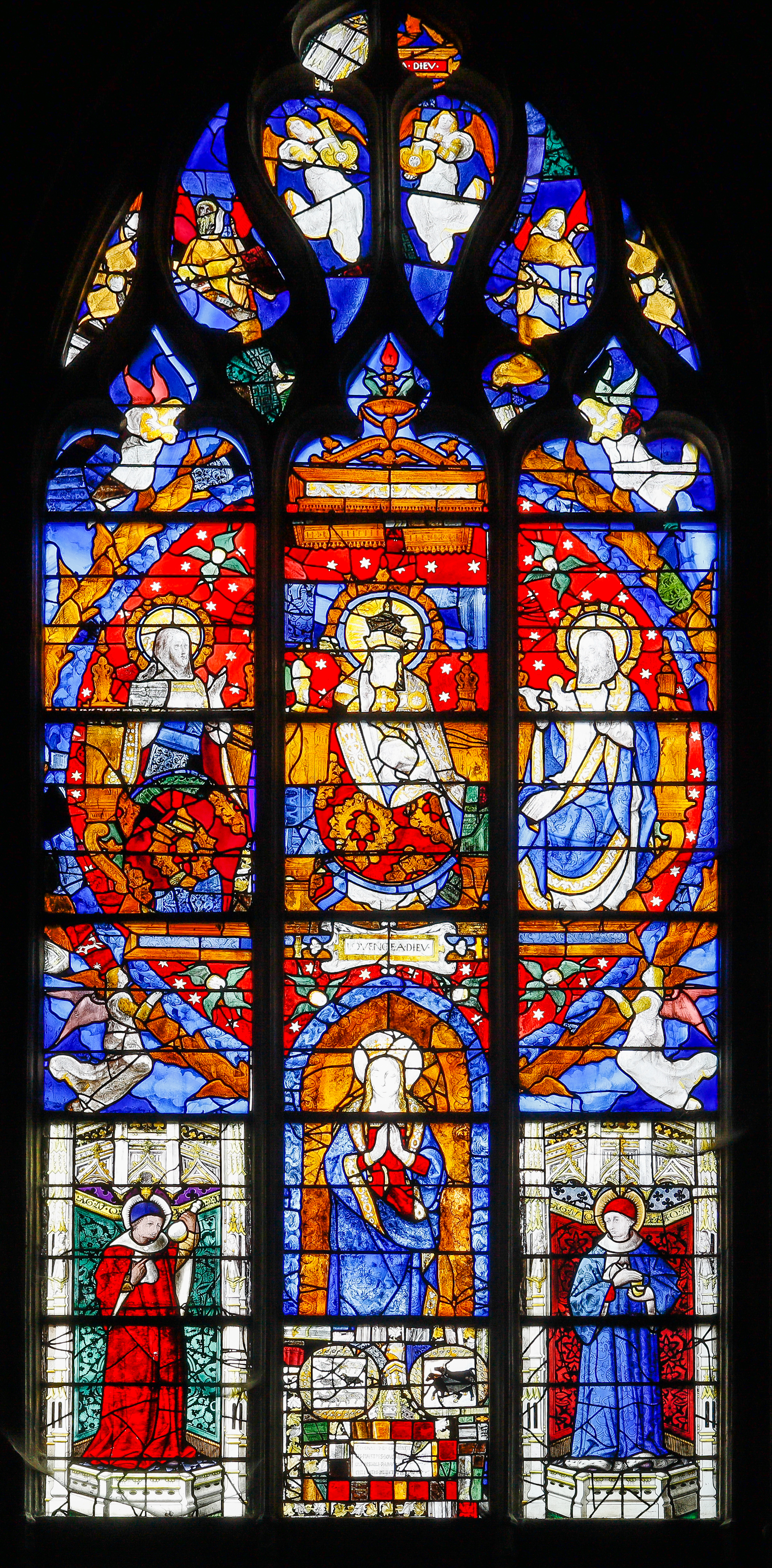
Église Notre-Dame de Saint-Lô Verrière de l'Assomption de la Vierge attribuée à Arnoult de Nimègue.
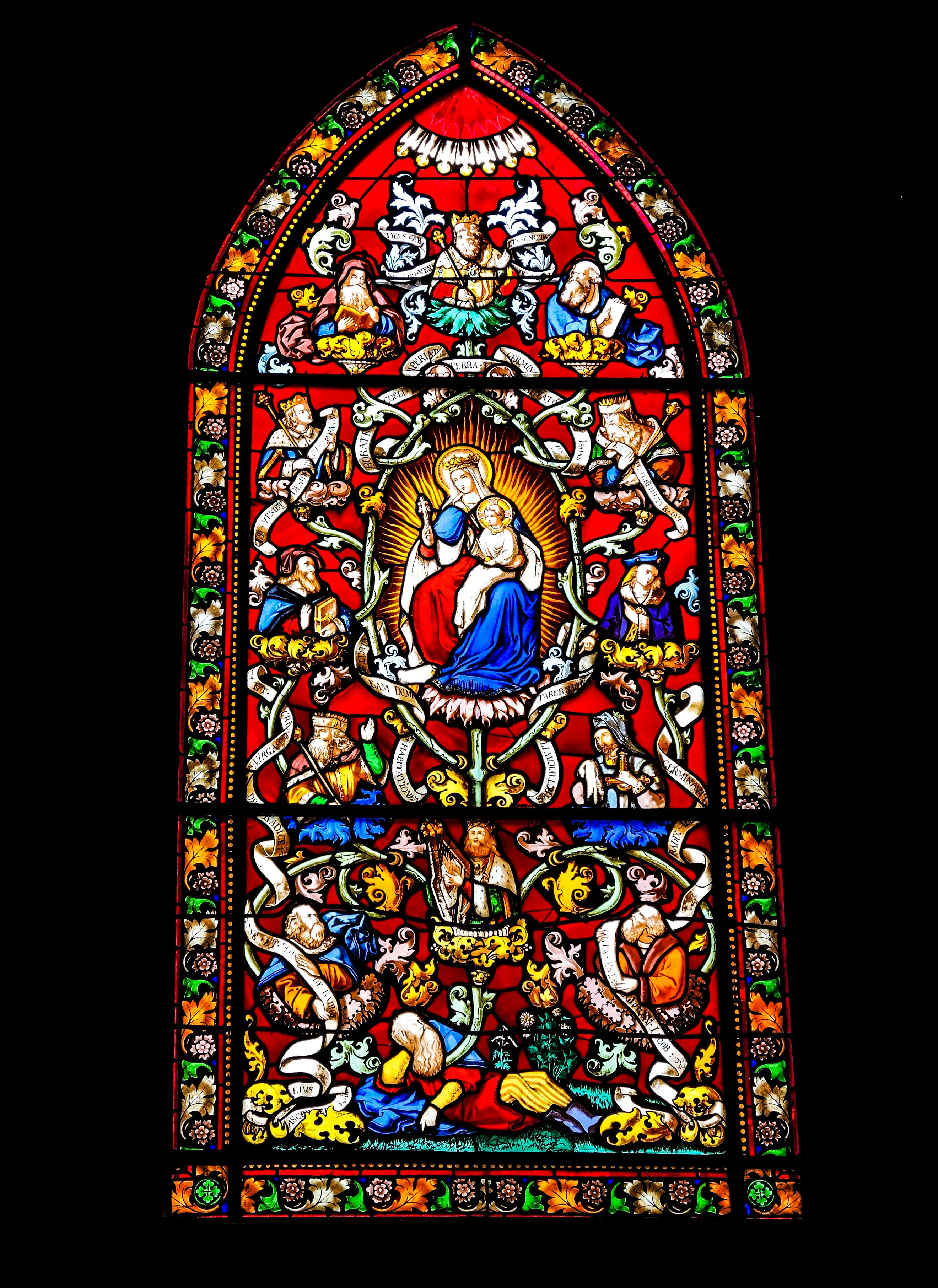
Arbre de Jessé (XIXe siècle).
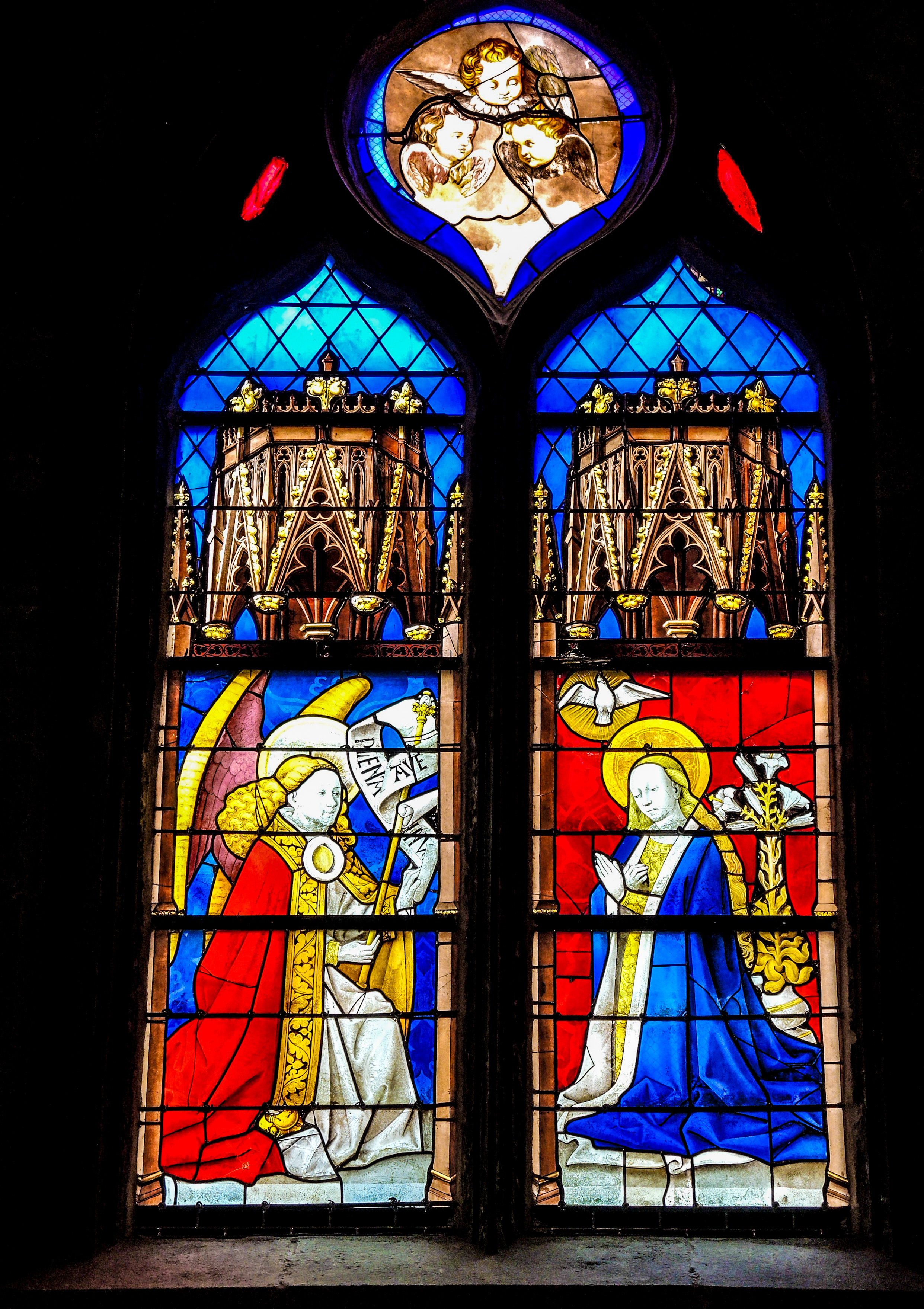
Baie 3 : L'Annonciation (1450-1460). La partie supérieure est du XIXe siècle.

## Orgue

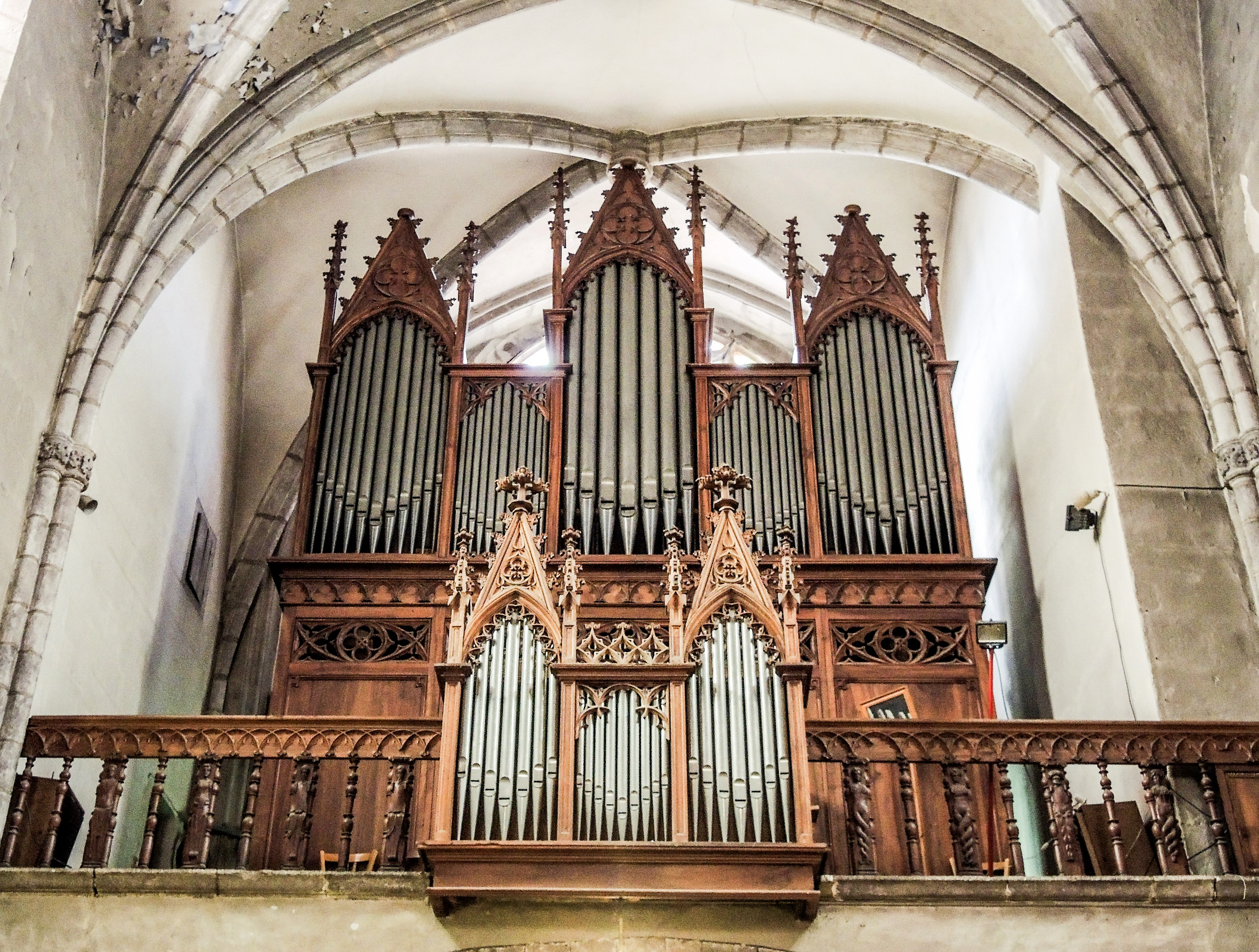
L'orgue Callinet de l'église Notre-Dame-du-Marthuret.

L'orgue de l'église Notre-Dame-du-Marthuret a été réalisé par les frères Joseph et Claude-Ignace Callinet de Rouffach (Haut-Rhin), en 1838.

### Liens extérieurs
- Église Notre-Dame-du-Marthuret
- Inventaire supplémentaire des monuments historiques : Église Notre-Dame-du-Marthuret
- Art et histoire en Auvergne=Rhône-Alpes : L'église Notre-Dame du Marthuret, Riom
- Ville de Riom : Église Notre-Dame du Marturet